# Marius Innhaug Dahl
Marius Innhaug Dahl, né le 19 mai 2006 à Tønsberg, est un coureur cycliste norvégien membre de l'équipe Decathlon AG2R La Mondiale Development.

## Biographie
Marius Dahl s'intéresse très jeune au cyclisme sur route, il commence à faire des compétitions dès l'âge de 10 ans et pratique le ski de fond en parallèle. Son frère, Sander, pratique également le cyclisme alors que son père est entraîneur d'une équipe régionale.

### Carrière
En 2023, Marius Dahl signe avec sa première équipe, AG2R - Citroën U19. Sur le Randers Bike Week juniors, il remporte le contre-la-montre inaugural et termine 9e du classement final. Il remporte la course semi-professionnelle du Herning Løbet et se classe 4e du Horsens Løbet. Il finit également deuxième du GP Ringerike juniors derrière Emil Herman Eriksen et dixième du GP Sundolven juniors.
L'année suivante, il remporte haut la main trois des quatre étapes des Trois Jours d'Axel. Il prend ensuite le départ du Randers Bike Week où il remporte la première étape et termine 4e du classement général. En juin, il termine sur le podium du championnat de Norvège du contre-la-montre juniors, puis en septembre sur le podium du championnat d'Europe du contre-la-montre par équipes mixte juniors avec la Norvège. Il gagne également le classement par points de la Guido Reybrouck Classic. En fin de saison, il est promu à la Decathlon AG2R La Mondiale Development,.

### Style et caractéristiques
Marius Dahl aime « les montées courtes, le contre-la-montre et le sprint » et se qualifie comme un « coureur de Classique et un puncheur ».

## Palmarès sur route

### Par année
- 2023
  - Randers Bike Week juniors
    - 9e du classement général
    - 1re étape (contre-la-montre)

  - Herning Løbet
  - 2e du Ringerike Grand Prix juniors
  - 10e du Sundvolden GP juniors
- 2024
  - Trois Jours d'Axel
    - classement général
    - 1re, 2e (contre-la-montre) et 3e étape

  - Randers Bike Week
    - 4e du classement général
    - 1re étape (contre-la-montre)

  - 3e du championnat de Norvège du contre-la-montre juniors
  - 3e du championnat d'Europe du contre-la-montre par équipes mixte juniors
  - 6e de la Course de la Paix juniors
  - 10e du Grand Prix Rüebliland